# Floyd Collins
Floyd William Collins (ur. 20 lipca 1887, zm. 13 lutego 1925) – amerykański grotołaz. Pracował głównie w regionie Kentucky, gdzie znajdują się najdłuższe systemy jaskiń na świecie.
W czasie Wojen Jaskiniowych poszukiwał nowych jaskiń, by wykorzystać je do przyciągania turystów i zarabiania pieniędzy. W 1917 r. Collins odkrył i skomercjalizował Kryształową Jaskinię w Flint Ridge. Ale jaskinia była odległa od autostrady, przez co bywało tam mało gości. Collins chciał znaleźć inną jaskinię, którą mógłby otworzyć bliżej głównych dróg. Odnalazł mocno zagruzowaną pieczarę, którą nazwał „Jaskinią Piaskową”.
Podczas prac nad powiększeniem małego przejścia, Collins został uwięziony w wąskim chodniku o wysokości ok. 25 cm, ponad 17 metrów pod ziemią. Akcja ratunkowa mająca na celu uratowanie Collinsa stała się sensacją w krajowej gazecie. Po czterech dniach doszło do zawalenia się skał w jaskini. Ratownicy stracili kontakt z Floydem. Collins zmarł po 15 dniach z pragnienia i głodu spotęgowanego przez hipotermię, zaledwie trzy dni przed tym, jak szyb ratowniczy osiągnął właściwą pozycję.
Ciało Collinsa zostało odzyskane dwa miesiące później.
Chociaż Collins za życia był mało znany, to jego śmierć przyniosła mu ogromną sławę.

## Dzieciństwo
William Floyd Collins urodził się w Auburn, w hrabstwie Logan, w Kentucky, jako trzecie dziecko Leonidasa Collinsa i Marty Jane Burnett. Miał pięciu braci, Jamesa, Floyda, Andy Lee, Marshalla i Homera, a także dwie siostry, Annę i Nellie.
Floyd Collins już w wieku 6 lat sam chodził po jaskiniach. Jako 10-latek uciekał ze szkoły, żeby poznawać kolejne jaskinie i poszukiwać artefaktów z przeszłości, które później sprzedawał. W wieku 12 lat potrafił poruszać się bez mapy po Dużej Solnej Jaskini. Będąc nastolatkiem wchodził do najwęższych jaskiń, do których inni grotołazi bali się wejść.

## Akcja ratunkowa[2]
Roku 1925 w Kentucky odbywały się tzw. wojny jaskiniowe. Ten okres nazwano tak ze względu na wysoką konkurencję pomiędzy właścicielami i grotołazami. Spory były o przychody z turystyki jaskiniowej, która była wtedy popularna. Właściciele robili wszystko, aby do siebie skierować turystów.
Floyd był właśnie uczestnikiem tamtych wojen. Jego rodzina posiadała odnalezioną przez młodego Collinsa Jaskinię Kryształową. Była wspaniała, piękna, ale nie przyciągała dużo zwiedzających, gdyż znajdowała się za daleko od autostrady. William postanowił odnaleźć nową jaskinię bliżej drogi.
Po dłuższych poszukiwaniach znalazł obiecującą jaskinię. Była ona mocno zagruzowana i zapiaszczona, a w kilku miejscach wymagała poszerzenia. Floyd pracował przy niej codziennie przez kilka dni, spędzając nawet do 12 godzin. Usuwał kamienie i próbował przedostać się do dalszych partii.
30 stycznia 1925 r. Collins samotnie zszedł do jaskini. Szczelina, którą oczyszczał od kilku dni, powoli stawała się możliwa do przeciśnięcia się. Podczas pracy przy odgarnianiu kamieni zaczęła mu się kończyć nafta w lampie. Postanowił wrócić na powierzchnię i dolać paliwa. Podczas powrotu przechodząc przez szczelinę o wysokości 25 cm, lampa przewróciła się, pozostawiając grotołaza w całkowitej ciemności.
Zestresowany Collins zaczął się szamotać. Po chwili usłyszał spadające kamienie. Próbował uciec, ale jeden z nich przygniótł jego lewą nogę. Collins dostał ataku paniki, zaczął krzyczeć i szarpać się na boki.
Po 25 godzinach od utknięcia usłyszał go przechodzący niedaleko Jewell Estes. Młody ledwie początkujący grotołaz nie był w stanie dostać się do Collinsa, a jedynie nawiązać z nim kontakt. Jewel po wyjściu na powierzchnię od razu wezwał pomoc. Brat Homer natychmiastowo przybył i wczołgał się do uwięzionego mężczyzny, przynosząc mu jedzenie i picie. Rozpoczął usuwanie mniejszych kamieni wokół jego ciała. Po kilku godzinach musiał wyjść na powierzchnię.
Podczas gdy Homer starał się odpocząć, wielu śmiałków próbowało dostać się do Floyda. Nie zmieścił się nikt. W akcji uczestniczyło już 100 osób, ale tylko brat był w stanie się do niego dostać. W końcu Homer nie miał już więcej sił. Namówił kilku nastolatków, by to oni zeszli pod powierzchnię. Większość z nich przeraziła się po wejściu i wyrzuciła zapasy, okłamując przy tym Homera, że zaniosła je do Floyda.
Dotąd tylko trzy osoby dały radę dojść do Floyda. Poza jego bratem na miejsce dotarł drobnej postury dziennikarz William Miller oraz strażak Rober Burdon.
Przy wejściu do jaskini rozbito obóz namiotowy dla ratowników. Tak duża liczba ludzi doprowadziła do topnienia śniegu i powolnego zalewania jaskini.
Skala zainteresowania była tak wielka, że akcję ratunkową ogłoszono trzecim najbardziej medialnym wydarzeniem w USA pomiędzy wojnami.
Po kilku dniach na miejsce przybył przyjaciel Collinsa, Johnie Gerald, doświadczony grotołaz, który przyjechał na miejsce, gdy dowiedział się, że jego przyjaciel jest w tarapatach.
Miller z Homerem i Geraldem rozpoczęli wydobywanie skał i zabezpieczanie miejsca. W międzyczasie doprowadzono prąd i cała jaskinia była oświetlana przez żarówki.
Akcja ratunkowa trwała przez prawie 5 dni, a na powierzchni znajdowała się już ogromna liczba ludzi. Ogrzewane przez nich i żarówki powietrze doprowadziło do pęknięcia i zawalenia się skał.
Pozostała droga do Collinsa była tak ciasna, że nawet najmniejszy i najbardziej odważny Miller zabronił komukolwiek wchodzić. Gerald nie posłuchał, zabrał ze sobą dużo wazeliny, doczołgał się do przyjaciela i wysmarował wszystkie ściany, licząc, że tak wyciągnie uwięzionego. Podczas smarowania ścian skała na jego oczach obsunęła się i zasłoniła mu Floyda. Od tamtego wydarzenia John już więcej nie chciał schodzić.
Na powierzchni rozpoczęto drążenie szybu przez firmę Henry'ego Carmichaela, która dysponowała najnowszym ciężkim sprzętem. Collins był uwięziony ponad 140 godzin, ale żył. Geolodzy wybrali miejsce na wykop, a robotnicy rozpoczęli montaż maszyn. Okazało się, że jaskinia zaciąga powietrze, przez co uruchomienie silników spalinowych, którymi były napędzane maszyny, doprowadziłoby do uduszenia się Floyda. Robotnicy zostali zmuszeni do pracy przy pomocy łopat i kilofów.
Po 215 godzinach Floyd ciągle dawał znaki życia. Dowódca Gwardii Narodowej stwierdził, że grozi mu śmierć na skutek wychłodzenia i zarządził umieszczenie rury z ciepłym powietrzem tłoczonym do jaskini. Doprowadziło to do zamieszek pomiędzy mieszkańcami, którzy wiedzieli, że jest to niebezpieczne a Gwardią Narodową, ponieważ rozgrzane powietrze mogło doprowadzić do ponownego zawalenia się jaskini.
Pomimo upływu 228 godzin, akcji nie przerywano, ale mało kto wierzył, że uda się go uratować, gdyż ratownicy zaczynali dopiero drążenie poziomego chodnika, czyli byli dopiero w połowie pracy.
Po 411 godzinach ratownicy dokopali się do jaskini. Cały kraj czekał na wiadomości z szybu. Drut kolczasty wokół miejsca zdarzenia ledwo powstrzymywał dziennikarzy i setki gapiów. 25 telegrafów nadawało non stop, a 7 samolotów czekało gotowych do odlotu na pobliskim lotnisku, aby dostarczyć zdjęcia do dalekich redakcji.
Po powiększeniu wejścia do jaskini pierwsi ratownicy w towarzystwie dziennikarza Millera weszli do środka. Musieli odczekać 5 minut, dopóty pył nie opadnie. Długo błądzili z latarkami. W pewnym momencie jeden z ratowników zobaczył coś świecącego – był to złoty ząb Floyda. Collins nie ruszał się. Ratownik podszedł powoli do niego, sprawdził puls i powiedział „nie żyje”. Tak zakończyła się akcja ratunkowa.